# Siuliban
Siuliban é uma vila no distrito de Dhanbad, no estado indiano de Jharkhand.

## Demografia
Segundo o censo de 2001, Siuliban tinha uma população de 20 960 habitantes. Os indivíduos do sexo masculino constituem 53% da população e os do sexo feminino 47%. Siuliban tem uma taxa de literacia de 63%, superior à média nacional de 59,5%: a literacia no sexo masculino é de 72% e no sexo feminino é de 54%. Em Siuliban, 14% da população está abaixo dos 6 anos de idade.